# 栗原藩
栗原藩（日语：／ Kurihara han */?）是日本江戶時代的一個藩。位於下總國（今千葉縣船橋市），藩主是成瀨氏，別稱小栗原藩。藩的陣屋所在地不明，有指在宝成寺附近建立了陣屋。

## 歷史
栗原藩藩祖是成瀨正成，1600年立藩，下總國領土石高有4000石，此外因關原之戰的戰功加封甲斐國2萬石及三河國1萬石，合共3萬4千石。1616年成正被編為德川義直的家老，為尾張國犬山藩藩主。
正成二男成瀨之成繼承了栗原藩，最初石高是1萬4千石，後來加增至1萬6千。之成病逝後由成瀨之虎繼承，但是之虎在1638年早年逝世，由於沒有子嗣的關係，因而廢藩。

## 藩主
1. 成瀨正成（1600年－1616年）
2. 成瀨之成（1616年－1634年）
3. 成瀨之虎（1634年－1638年）